# 台湾脚逛大陆
《台湾脚逛大陆》（英語：Taiwan Walker）是中天電視製播的旅遊節目，每週五晚間七點在中天綜合台播出。江蘇行（高建國主持）2003年11月29日(六)為首播，主持人眾多。節目內容推陳出新，已拍摄310集，足跡踏遍中國大陸各個省份重要景點。

## 中國大陆播放
本节目没有系统地被中國大陆电视台引进，但是也零星地被引入。在丹东一集拍摄完毕後，节目被丹东电视台购买，在丹东地区播放後，引起當地民衆收看热潮。但是在网络上有广泛的传播。

## 歷年主持人
- 王瑋琦（瑋琦）
- 洪端偋（皮皮）
- 蔡佩伶（佩佩）
- 蔡依伶（依依）
- 王以路（小路）
- 林懿德
- 黃詩涵
- 徐可（小可）
- 高家惠（Lea）
- 李芳瑜
- 周守貞
- 余苑綺
- 大牙
- 宋瑩瑩
- 林逸欣
- 李衣驊
- 謝忻
- 莊清就（小白）
- 宋添福（小鬼）
- 王德愷
- 伊格爾
- 林盈甄 （茵芙）
- 夏嘉璐（現任TVBS新聞台《晚間67點新聞》當家主播）
- 倪嘉徽
- 哈遠儀（現任中視新聞台《中視新聞全球報導》當家主播）
- 陳海茵（前東森新聞台《東森晚間新聞》當家主播）
- 蘇莉婷（前年代新聞台主播）
- 魏華萱（前年代新聞台主播）
- 高建國
- 劉韋逸
- 旅遊達人工頭堅

## 音樂
- 配樂與片尾曲：《夏夜篝火》[1]專輯裡的〈曼山的夏夜〉。
- 發行：由風潮音樂。

該專輯已經絕版。故本曲由另外一張專輯《踩歌行》所收錄。

## 外部連結
- YouTube上的台灣腳逛大陸頻道

| 中天綜合台 星期六 17：00-18：00 | 中天綜合台 星期六 17：00-18：00                 | 中天綜合台 星期六 17：00-18：00 |
| ------------------------------- | ----------------------------------------------- | ------------------------------- |
|                                 | 台湾脚逛大陆 （2003年11月29日 - 2012年2月18日） |                                 |
| —                               | —                                               |                                 |